# José Luis Viejo
José Luis Viejo Gómez-Ojes (Azuqueca de Henares, 2 novembre 1949 – Azuqueca de Henares, 16 novembre 2014) è stato un ciclista su strada spagnolo, professionista dal 1973 al 1982 e vincitore di una tappa al Tour de France 1976.

## Carriera
Tra i dilettanti nel 1971 vinse la Vuelta a Navarra, la medaglia di bronzo nella prova in linea di categoria ai campionati del mondo di Mendrisio, oltre al bronzo in linea e all'oro nella cronometro a squadre ai Giochi del Mediterraneo a Smirne. L'anno dopo si aggiudicò invece il Giro di Polonia e partecipò ai Giochi olimpici di Monaco di Baviera, correndo sia la prova in linea che la cronometro a squadre.
Gareggiò tra i professionisti dal 1973 al 1982 vestendo le maglie di La Casera, Super Ser, KAS, Teka e Zor. Ottenne gran parte delle proprie vittorie in gare spagnole: si impose infatti, tra le altre, in due tappe alla Vuelta al País Vasco, in cinque frazioni alla Vuelta a Asturias, in una tappe della Setmana Catalana e in un Trofeo Masferrer. Il principale risultato della sua carriera arrivò però nell'undicesima tappa del Tour de France 1976, quando giunse vittorioso sul traguardo di Manosque dopo 160 km di fuga solitaria e con 22'50" di vantaggio sul secondo (Gerben Karstens), tuttora il più ampio margine tra primo e secondo in una tappa al Tour dal Secondo dopoguerra.
Nelle dieci stagioni da pro colse anche diversi piazzamenti di rilievo, tra i quali un terzo posto nel campionato spagnolo 1976, il sesto posto alla Vuelta a España 1977 e alcuni podi in brevi corse a tappe spagnole, e rappresentò il suo Paese in tre edizioni dei campionati del mondo.
Nel settembre 2014 gli è stata dedicata una piazza ad Azuqueca de Henares, la sua città natale. È morto poco tempo dopo, il 16 novembre 2014, a 65 anni, per un cancro. Sempre ad Azuqueca, dal 2015 si svolge una cicloturistica a lui intitolata.

## Palmarès
- 1971 (dilettanti)

Vuelta a Navarra
Classifica generale Vuelta a Toledo
- 1972 (dilettanti)

4ª tappa Giro di Polonia
5ª tappa Giro di Polonia
Classifica generale Giro di Polonia
Memorial Valenciaga
- 1974

3ª tappa Vuelta a Andalucía
6ª tappa Vuelta a Aragón
- 1975

4ª tappa Vuelta a Asturias
- 1976

11ª tappa Tour de France (Monginevro > Manosque)
5ª tappa Vuelta a los Valles Mineros
2ª tappa Vuelta a Asturias
6ª tappa Vuelta a Asturias
- 1977

Trofeo Masferrer
4ª tappa Vuelta a Asturias
- 1978

1ª tappa Vuelta al País Vasco
2ª tappa Vuelta al País Vasco
4ª tappa Setmana Catalana
Trofeo Elola
Grand Prix Cuprosan
- 1979

Classifica generale Tres Dias de Leganés
- 1980

Cronoprologo Costa del Azahar
6ª tappa Vuelta a Cantabria
3ª tappa Vuelta a Asturias
Clásica de Sabiñánigo
2ª tappa Vuelta a Castilla
- 1981

Cronoprologo Costa del Azahar
1ª tappa Costa del Azahar
Classifica generale Costa del Azahar
Gran Premio Pascuas
- 1982

Criterium di Guadalajara

## Piazzamenti

### Grandi Giri
- Giro d'Italia

1977: 13º
- Tour de France

1973: ritirato (9ª tappa)
1975: 25º
1976: 31º
1979: ritirato (12ª tappa)
- Vuelta a España

1973: 33º
1974: ritirato
1975: ritirato (19ª tappa)
1977: 6º
1978: ritirato (14ª tappa)
1979: ritirato (14ª tappa)
1980: ritirato (18ª tappa)
1982: ritirato

### Competizioni mondiali
- Campionato del mondo

Mendrisio 1971 - In linea Dilettanti: 3º
Yvoir 1975 - In linea Professionisti: ritirato
Valkenburg 1979 - In linea Professionisti: 15º
Sallanches 1980 - In linea Professionisti: ritirato
- Giochi olimpici

Monaco 1972 - In linea: 37º
Monaco 1972 - Cronometro a squadre: 12º